# پولمون
پولمون (یونانی: Πολέμων، ۲۶۹/۲۷۰ قبل از میلاد مسیح) از آتن، یک فیلسوف برجسته افلاطونی و سومین جانشین افلاطون به عنوان رئیس آکادمی از ۳۱۳/۳۱۴ تا ۲۶۹/۲۷۰ پیش از میلاد بود. او از پیروان گزنوکراتس بود که معتقد بود که فلسفه باید عملی شود نه فقط مطالعه شود. او بالاترین خیر را زندگی برطبق طبیعت می‌دانست.

## زندگی
پولمون پسر فیلوستراتوس، مرد ثروتمند و برجسته سیاسی بود. در جوانی نسبتاً لاابالی بود اما روزی که حدوداً سی سال داشت در هنگام ورود به مدرسه زنوکرات، در راس گروهی از الواط، توجه او به گفته‌های زنوکرات جلب شد، که علی‌رغم سروصدای زیاد، به آرامی ادامه یافت. بحث زنوکرات دربارهٔ محبت بود. پولمون بلافاصله از همراهانش جدا شد و به سخنان وی با علاقه گوش داد و از آن روز او یک دوره زندگی متواضعانه پرهیزگارانه را گذراند و مکرراً رفتن به مدرسه را ادامه داد. پس از درگذشت زنوکرات در سال ۳۱۵ پیش از میلاد، وی رئیس آکادمی افلاطون شد.

## فلسفه
دیوژن گزارش می‌دهد که او در همه چیز پیرو نزدیک زنوکرات بود. او هدف فلسفه را این می‌دانست که به صورت عملی در زندگی مردم وارد شود نه در حدس و گمانهای دیالکتیکی. وی در ادبیات بیشتر او هومر و سوفوکل را تحسین می‌کرد و گفته می‌شود که وی نویسنده این اظهارات بوده‌است که هومر یک سوفوکل حماسی و سوفوکل یک هومر تراژیک است.